# Euptychoides
Genre
Euptychoides est un genre sud-américain de lépidoptères (papillons) de la famille des Nymphalidae et de la sous-famille des Satyrinae.

## Systématique
Le genre Euptychoides a été décrit par l'entomologiste allemand Walter Forster en 1964.
Son espèce type est Euptychia saturnus Butler, 1867.

## Liste des espèces
D'après FUNET Tree of Life (13 avril 2019) :
- Euptychoides albofasciata (Hewitson, 1869) — Équateur
- Euptychoides castrensis (Schaus, 1902) — Brésil
- Euptychoides eugenia (C. & R. Felder, 1867) — Équateur, Venezuela, Pérou
- Euptychoides fida (Weymer, 1911) — Colombie, Bolivie
- Euptychoides griphe (C. & R. Felder, 1867) — Colombie, Venezuela
- Euptychoides hotchkissi (Dyar, 1913) — Pérou
- Euptychoides laccine (C. & R. Felder, 1867) — Colombie, Venezuela
- Euptychoides nossis (Hewitson, 1862) — Équateur
- Euptychoides pseudosaturnus Forster, 1964 — Bolivie
- Euptychoides saturnus (Butler, 1867) — Colombie, Bolivie, Venezuela

### Description originale
(de) Walter Forster, « Beiträge zur Kenntnis der Insektenfauna Boliviens XIX. Lepidoptera III. Satyridae », Veröffentlichungen der Zoologischen Staatssammlung München, vol. 8,‎ 1964, p. 51-188 (ISSN 0077-2135, lire en ligne)..